# Port lotniczy Ceadîr-Lunga
Port lotniczy Ceadîr-Lunga (rum. Aeroportul Ceadîr-Lunga, kod ICAO:LUCL) – port lotniczy zlokalizowany w mieście Ceadîr-Lunga, w Mołdawii.